# Glaucias (roi)
Pour les articles homonymes, voir Glaucias (homonymie).
Glaucias (en grec ancien Γλαυκίας / Glaukias) est un roi illyrien ayant régné de 335 à 302 av. J.-C. Il est vaincu par Alexandre le Grand lors du siège de Pélion. Il a recueilli à sa cour pendant 10 ans le jeune prince épirote Pyrrhus, qu'il adopta comme son fils, et a lutté contre Cassandre.

## Origines

### Roi des Taulantiens

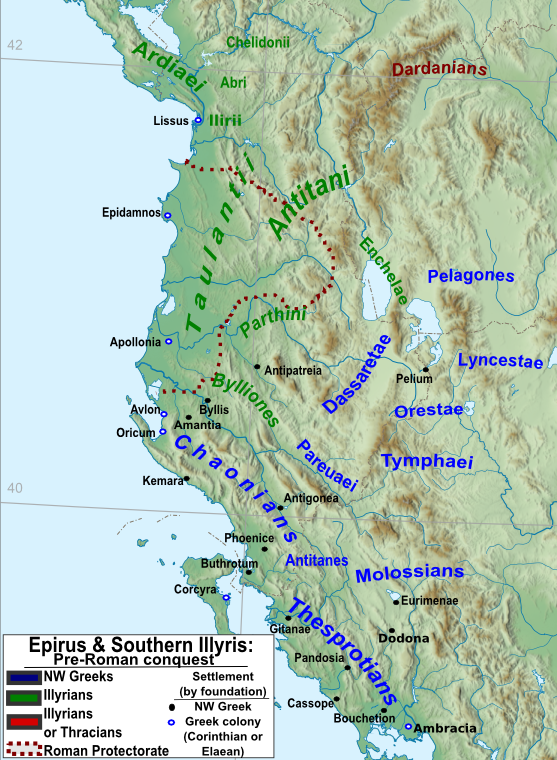
Les tribus d’Épire et d'Illyrie du sud

L'origine de Glaucias est indéterminée, puisqu'il apparaît en 335 dans les sources, notamment Arrien. Il est le roi des Taulantiens, une tribu d'Illyrie, localisée à l'ouest près de Dyrrhachion. Il est le successeur de Pleuratos Ier, roi de cet ethnos. En effet, comme le souligne Pierre Cabanes, historien et spécialiste de l’Épire et de l’Illyrie qui mena des fouilles en Albanie, les Illyriens sont organisés en tribus (ethné), comme leurs voisins Épirotes, chaque tribu possédant un roi. L’Illyrie n'est donc pas un État unifié comme son puissant voisin, la Macédoine.

### Les rois des Illyriens
Le titre de « roi des Illyriens » (Basileus tôn Illyriôn), revient souvent dans les œuvres antiques. Fanula Papazoglou, archéologue et épigraphiste, en a déduit une transmission héréditaire et dynastique portant sur un seul ethnos, les Illyri propo dicti, les Illyriens proprement dit. Les travaux ultérieurs comme ceux de Nicolas Geoffrey Lemprière Hammond ou Pierre Cabanes ont réfuté cette thèse d'hérédité tant elle est impossible à établir. Les tribus peuvent s'unir autour d'un chef qui reçoit le titre de « roi des Illyriens ». Bardylis est considéré comme roi des Illyriens, mais le titre semble fragile à cause de différents ethné. Bardylis, avec ses victoires, a su fédérer ces différentes tribus tout en restant roi d'un ethnos, les Dardaniens, dont le royaume se situe dans l’actuel Kosovo. Clitos, le fils de Bardylis, roi de l'ethnos des Dardaniens est également nommé « roi des Illyriens » mais en contexte de guerre. Ce dernier fut en effet en lutte contre Alexandre le Grand, tandis que son père lutta contre Philippe II.
De plus, les « rois des Illyriens » n'ont aucune continuité dynastique. Contrairement à l’Épire, ou l'ethnos des Molosses donna naissance à la dynastie Éacide, différentes tribus furent au pouvoir en Illyrie, comme l'illustre le cas de Glaucias qui n'a donc aucune parenté avec Clitos. Ils règnent tous deux sur des ethné différentes.

## Les guerres contre la Macédoine

### Les tribus illyriennes et la Macédoine
Selon Diodore de Sicile, les Illyriens, furent des adversaires redoutés des Macédoniens. Selon ce dernier, Amyntas III, père de Philippe II, fut chassé par une invasion illyrienne. Sous le long règne de Bardylis Ier, les Illyriens pillèrent la Macédoine. La convoitise des Illyriens sur ce royaume les firent s'allier aux peuples plus nordiques, comme les Péoniens. Le roi Perdiccas III trouva la mort en luttant contre eux en 360. Philippe II, frère de Perdiccas III, dut recomposer l'armée macédonienne afin de combler les pertes, notamment celles des 4 000 soldats tués par les Illyriens et imposa une réorganisation de l'armée. Celle-ci donna des résultats, puisque dès 359 il écrasât les armées illyriennes commandées par Bardylis Ier. Ce dernier tenta avant la bataille de négocier, en position de force, avec Philippe, ce dernier exigeant le retrait des troupes illyriennes de Macédoine. Les négociations échouant, les armées macédoniennes et illyriennes, équivalentes en effectifs, se livrèrent bataille. Bardylis fut vaincu par Philippe qui en profita pour annexer et soumettre « toutes les populations établies jusqu'au lac d'Ohrid »,. Le prédécesseur de Glaucias, Pleuratos, prit part à cette guerre contre Philippe. Selon Diodore, ce dernier hérita dès 344-343 d'une querelle avec les Illyriens, reprit la guerre avec ces derniers et mena une campagne de pillages et de dévastations. Dans cette campagne de 344, il subjugua également les tributs dardaniennes, détruisit nombre de villes et amassa un riche butin.
La nouvelle de l'assassinat de Philippe II en 336 motiva les peuples barbares du Nord (Illyriens, Gètes, Dardaniens) à passer à l'attaque contre la Macédoine.

### La guerre contre Alexandre le Grand

Situation en Grèce continentale à la mort de Philippe II en 336 av. J.-C.

Glaucias apparaît dans les sources, notamment chez Arrien dans l'Anabase (livre I) qui relate la révolte de Clitos en 336. Glaucias y est décrit comme roi des Taulantiens et apportant une aide militaire importante, notamment en commandant une armée puissante en soutien à Clitos, fils de Bardylis Ier, roi des Illyriens, roi de l'ethnos des Dardaniens contre Alexandre le Grand. Lançant une offensive contre la Macédoine, Ils furent cependant battus par ce dernier à Pélion en 335. Alexandre au printemps 335 déploya son armée au Nord depuis Amphipolis, traversa les montagnes balkaniques, notamment le Mont Hémus, et battit 300 Triballes, les Gètes puis se retourna contre les Illyriens.

### Le siège de Pélion
Selon Arrien, les Macédoniens arrivèrent les premiers sur le site de la bataille, près de la ville de Pélion à l'hiver 335. Toujours selon l'historien, c'était la ville la mieux « fortifiée du pays », Clitos s'y étant retiré. Toujours selon lui, « Alexandre décida de camper sur les bords de l'Eordaïque, résolut d'attaquer la ville le lendemain ». Clitos quant à lui occupait les hauteurs boisées sur les hauteurs de la ville. Les Illyriens offrirent des sacrifices, notamment trois bœufs, trois garçons et trois filles. Mais ils se débandèrent quand les Macédoniens chargèrent et se retranchèrent dans la ville de Pélion. Glaucias arriva le jour suivant de l'Ouest, à la tête d’une armée puissante dans le dos d'Alexandre. Alexandre se désespérant de prendre la ville avec le peu de soldats à sa disposition, divisa ses forces, et une partie de son armée resta à faire le siège, l'autre allant à l'aide de Philotas, un des lieutenants d'Alexandre en difficulté face à Glaucias. Alexandre lui-même mena ses troupes composées d'hypaspistes, d'archers, des Agrianes et de quatre cents chevaux. Il dispose également sa « phalange sur six vingt hommes de hauteur » et « place deux cents chevaux à chacune des ailes ».
Arrien raconte comment lors de cette bataille, la phalange macédonienne écrasa et humilia l'armée non-professionnelle illyrienne. D'abord par une formation serrée, ils lancèrent des cris pour effrayer leur adversaire et frappèrent leurs boucliers avec leurs javelots tout en avançant. Sans le même intervalle la cavalerie, sur les ailes, fondaient sur les Taulantiens. Ces derniers, effrayés, se débandèrent et fuirent vers la ville. Alexandre continua d'avancer, traversa le fleuve pour attaquer l'armée restante positionnée sur une colline en hauteur. Le passage du fleuve se fit sans aucune perte pour les Macédoniens notamment en ayant posté des machines de guerre le long du fleuve. Ceci provoquant la retraite de Glaucias. Trois jours après, Alexandre apprenant la localisation du camp de Clitos et de Glaucias, dans un lieu défavorable, l'attaqua de nuit en retraversant le fleuve, la phalange macédonienne écrasant alors les restes de l'armée illyrienne. Les vaincus parvinrent à fuir. Alexandre le Grand s'empara de la ville de Pélion que Clitos avait incendiée avant sa fuite. Glaucias, qui eut survécu, devint roi après 335, grâce notamment à l’échec de Clitos, ce dernier ayant trouvé refuge à la cour de Glaucias.

## La lutte d’influence entre Glaucias et Cassandre

### L'accueil de Pyrrhus

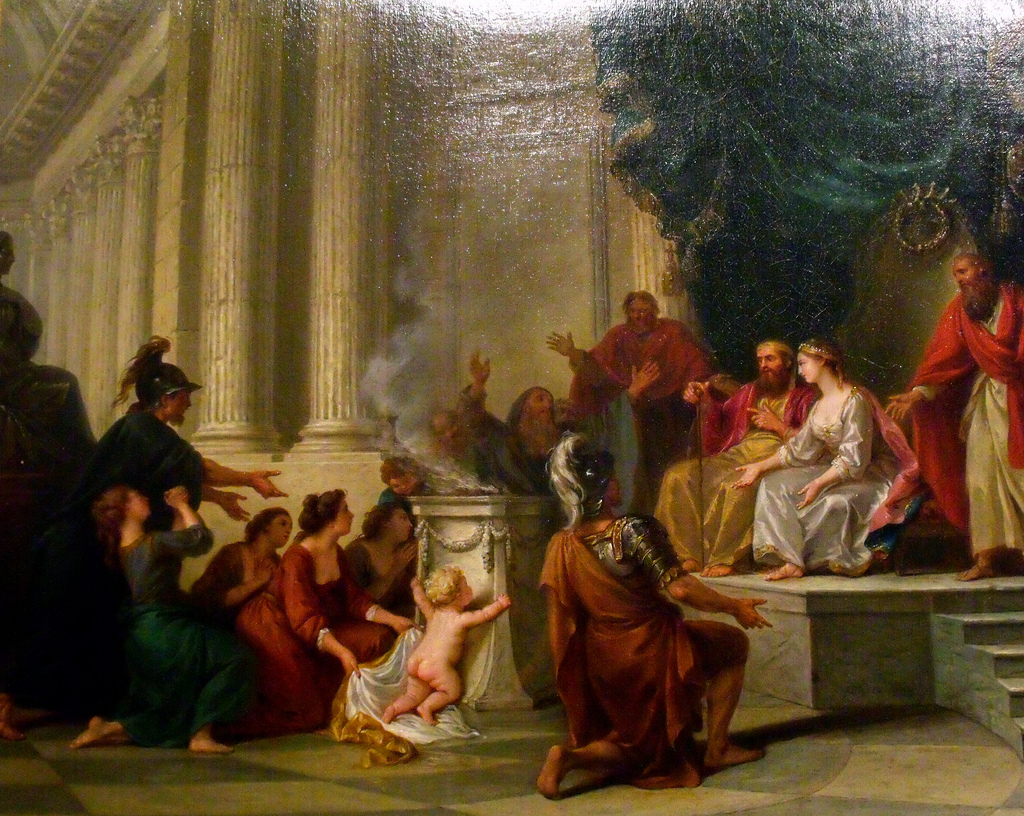
Pyrrhus enfant présenté à Glaucias, Nicolas-René Jollain, 1779.

Glaucias disparaît après 335 des sources mais réapparaît en 317 avant notre ère, notamment concernant le jeune Pyrrhus, prince des Molosses en Épire âgé alors âgé de deux ans, fils d'Éacide qui fut chassé par ses sujets après avoir été vaincu par Cassandre. Pyrrhus fut sauvé par des loyalistes des ennemis de son père. Ces derniers se rendirent à la cour de Glaucias, roi des Taulantiens, dont le territoire est proche de la « frontière septentrionale de l’Épire » ce qui indique les relations entre Épirotes et Illyriens remarque Pierre Cabanes. Ce dernier accepta de protéger le jeune Pyrrhus, et ce malgré les 200 talents offerts par Cassandre, régent de Macédoine, pour la remise de Pyrrhus. Ce dernier fut placé sous la protection de Béroé (ou Beroeia), femme de Glaucias et également princesse de la dynastie des Éacides, ce qui marqua également les relations entre l'Illyrie et l’Épire. Glaucias éleva Pyrrhus pendant 10 ans et l'adopta comme son propre fils. Mais outre l'aspect familial, il faut voir dans cet accueil et cette adoption une volonté de Glaucias de se constituer un intérêt stratégique. En effet, Pyrrhus étant le petit neveu d'Alexandre le grand, sa proximité peut être un intérêt stratégique pour une éventuelle alliance avec Glaucias contre un « ennemi naturel », Cassandre, celui-ci tentant d'instaurer son autorité aux cités grecques et à la Grèce continentale, et menaçant l'Illyrie.

### La guerre contre Cassandre
Cette volonté de recueillir Pyrrhus et le refus de la somme proposée par Cassandre furent perçus comme un affront par ce dernier. Trois ans plus tard, vers 314, Glaucias entra en guerre contre Cassandre. Lors de cette campagne, il perdit Apollonia, près de l'embouchure de l'Aoüs et Epidamne, aujourd'hui près de Durrës, en Albanie, villes situées sur sa frontière. Il recouvra cette dernière en 312. Cassandre, qui s'empara de ces villes notamment par la ruse militaire selon Polyen en feignant la retraite, imposa également à Glaucias un traité dans lequel il lui interdit d'attaquer les alliés de Macédoine. Mais cette paix fut de courte durée. En effet, Diodore rapporte que dès 311, le fils de Cléomène II, roi de Sparte, Acrotatos, en route pour la Sicile, dût accoster sur le territoire d'Appolonia. La cité était alors aux mains de Cassandre depuis 312 et ce dernier y avait installé une garnison macédonienne. Selon Diodore, Glaucias assiègea la ville mais échoue à la prendre notamment à cause de l'intervention de Acrostatos qui le convainc de lever le siège. Glaucias s'allia à la cité de Corcyre et recouvra Epidamne, tandis qu'Appolonia devenait indépendante. Ces alliances avaient pour but de chasser Cassandre, qui selon Pierre Cabanes eut la mainmise sur une grande partie de l'Illyrie, c'est-à-dire l'Atintanie, la Dassarétide, le pays des Partins et la région d'Epidamne, dans le territoire même de Glaucias, qui faisait jonction avec les ports d'Adriatique. Cette présence menaçait la cité de Corcyre, et l'existence de l'alliance préservait son autonomie, tout en permettant à Glaucias de recouvrir des territoires perdus et d'étendre sa puissance vers le sud. Cassandre réagit et venant d’Épire en 312, met le siège devant Appolonia qui, toujours selon Diodore, a chassé les macédoniens et s'est livrée aux Illyriens. Il fut gravement défait sous ses murs par une alliance corcyrienne et illyrienne. Cassandre, dès lors, ne put intervenir en Illyrie. Il intervint seulement au nord en Péonie à l'appel d'Audoléon, roi des Péoniens, contre les Autariates, une tribu d'Illyrie qui la menaçait d'invasion.

### Les dernières luttes et fin de règne

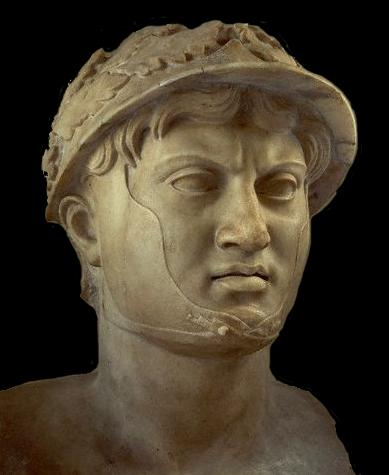
Portrait de Pyrrhus, musée archéologique national de Naples.

Vers 307 av. J.-C., le royaume de Glaucias apparaît comme puissant. Glaucias profite de l'affaiblissement de Cassandre pour restaurer son protégé et en faire un allié face à Cassandre. En effet, à la mort d'Alcétas II, il leva une armée et ramena Pyrrhus en Épire, ce dernier étant alors âgé de 12 ans. Glaucias protégeait dès lors sa frontière sud en restaurant Pyrrhus et avait désormais un allié fidèle contre Cassandre. De plus, en 303, la sœur de Pyrrhus, Deidamie, épousa Démétrios Poliorcète, fils d'Antigone le Borgne, l'un des principaux Diadoques, et vint renforcer cette alliance par le Sud de la Grèce et des Antigonides. Mais en 302, Pyrrhus par souci du lien filial, se rendit au mariage de l'un de ses frères d'adoption, fils de Glaucias, et perdit son trône quand, selon Plutarque, « les Molosses s'étant de nouveau soulevés, chassèrent ses amis et pillèrent ses trésors ». Glaucias fut dans l'incapacité de l'aider à nouveau. En effet affaibli, il aurait perdu Épidamne et Appolonia. De plus, Pyrrhus rejoignit les rangs de Démétrios, son beau frère, et participa à la bataille d'Issos.
Glaucias n'est plus attesté à partir de 302 et semble être mort avant la fin du IVe siècle av. J.-C. Quant à Pyrrhus, il renoua des liens avec l'Illyrie quand en 297, restauré une seconde fois sur le trône d’Épire grâce à l'aide de Ptolémée, il prit en 292 pour épouse une des filles de Bardylis II, Bircenna, et noua des liens avec les Illyriens.

## Sources antiques
- Arrien, Anabase [lire en ligne].
- Diodore de Sicile, Bibliothèque historique [détail des éditions] [lire en ligne], XV.
- Plutarque, Vies parallèles [détail des éditions] [lire en ligne], Pyrrhus.